# Eivør Pálsdóttir
Eivør Pálsdóttir [ˈaivœɹ ˈpɔlsˌdœʰtːɪɹ] (* 21. Juli 1983 in Syðrugøta/Färöer) ist eine färöische Sopranistin, Musikerin und Komponistin.

## Genre
Eivør Pálsdóttir wird oft als „färöische Björk“ bezeichnet, wobei sich das eher auf die geographische und kulturelle Nähe der Färöer mit Island und das künstlerische Niveau als auf einen bestimmten Stil bezieht. Ihr Repertoire reicht von Jazz über Folk, Ethnopop bis Trip-Hop, aber auch Klassik und Kirchenmusik. Ihr Zielpublikum umfasst alle Generationen.
Gleichzeitig gehören ihre Lieder zur färöischen Volksmusik, deren Wurzeln in den über Jahrhunderte mündlich überlieferten färöischen Balladen und den kirchlichen Kingo-Psalmen liegen. Sie singt in ihrer Muttersprache Färöisch, aber auch in Englisch, Dänisch, Schwedisch und Isländisch.
Neben der Metalband Týr ist sie die bedeutendste Künstlerin, die ihre Lieder in färöischer Sprache schreibt. Bei Liedversionen in anderen Sprachen handelt es sich meist um Übersetzungen für das internationale Publikum.

## Leben
Eivør Pálsdóttir ist die erste von drei Töchtern der Lehrerin Sædis Eilifsdóttir und des leitenden Angestellten Páll Jacobsen aus Gøta. Der Vorname Eivør ist eine andere Schreibweise des färöischen Vornamens Eyðvør und bedeutet „stetiger Wächter“ bzw. „jemand, der dich immer beschützt“. Das zweite Namenglied „Pálsdóttir“ ist ein Patronym und bedeutet „Pálls (Pauls) Tochter“ (vgl. dazu Färöischer Personenname). Sie widmete ihrem Vater das Lied Far Away aus dem Album Room.
Nach der Schule ging sie nach Island, um dort Musik zu studieren. Später wohnte sie in Kopenhagen. Inzwischen lebt sie wieder auf den Färöern in ihrem Heimatort Syðrugøta. In allen drei Ländern ist sie besonders erfolgreich und tritt regelmäßig auf.
Aus dem Ort Gøta stammen auch andere bekannte Musiker wie Petur Pólson und Jón Tyril, Pálsdóttirs Freunde. Um diese Szene herum gibt es das jährliche G! Festival auf den Färöern. Kristian Blak ist einer der ersten Mentoren dieser Generation, die, mit Eivør Pálsdóttir an der Spitze, die färöische Kultur um zeitgemäße Musik erweiterte.

## Karriere
Eivør Pálsdóttir reiste bereits als 13-jährige Solistin eines färöischen Männerchors nach Italien. Mit 13 hatte sie ihren ersten Fernsehauftritt. Seit ihrem 16. Lebensjahr ist sie Berufsmusikerin und veröffentlichte im Alter von 17 Jahren ihr erstes Soloalbum Eivør Pálsdóttir. 2001 gewann sie mit der Rockband Clickhaze den Prix Føroyar. 2002 folgte die erste CD von Clickhaze und eine weitere mit Kristian Blaks Jazzband Yggdrasil und jeweils Pálsdóttir als Sängerin. Im Jahr darauf erschien in Island ihr zweites Soloalbum Krákan. Das brachte ihr zwei Icelandic Music Awards ein: Als beste weibliche Sängerin und beste Performerin. Seitdem wurde sie von den Isländern als eine der ihren „adoptiert“, gilt also eher als heimische Künstlerin dort und wird auch im Ausland manchmal für eine Isländerin gehalten.
Ihr drittes Soloalbum eivør erschien 2004 zusammen mit dem kanadischen Folksänger Bill Bourne.
Am 9. Februar 2005 wurde Eivør Pálsdóttir in ihrer Heimat zum Ársins Føroyingur 2004 (Färinger des Jahres) gewählt. In der Begründung der Jury aus Politik, Wissenschaft, Kultur und Sport hieß es: „Durch ihre Lieder hat sie die Färöer auf positivste Art auf die Weltkarte gesetzt.“

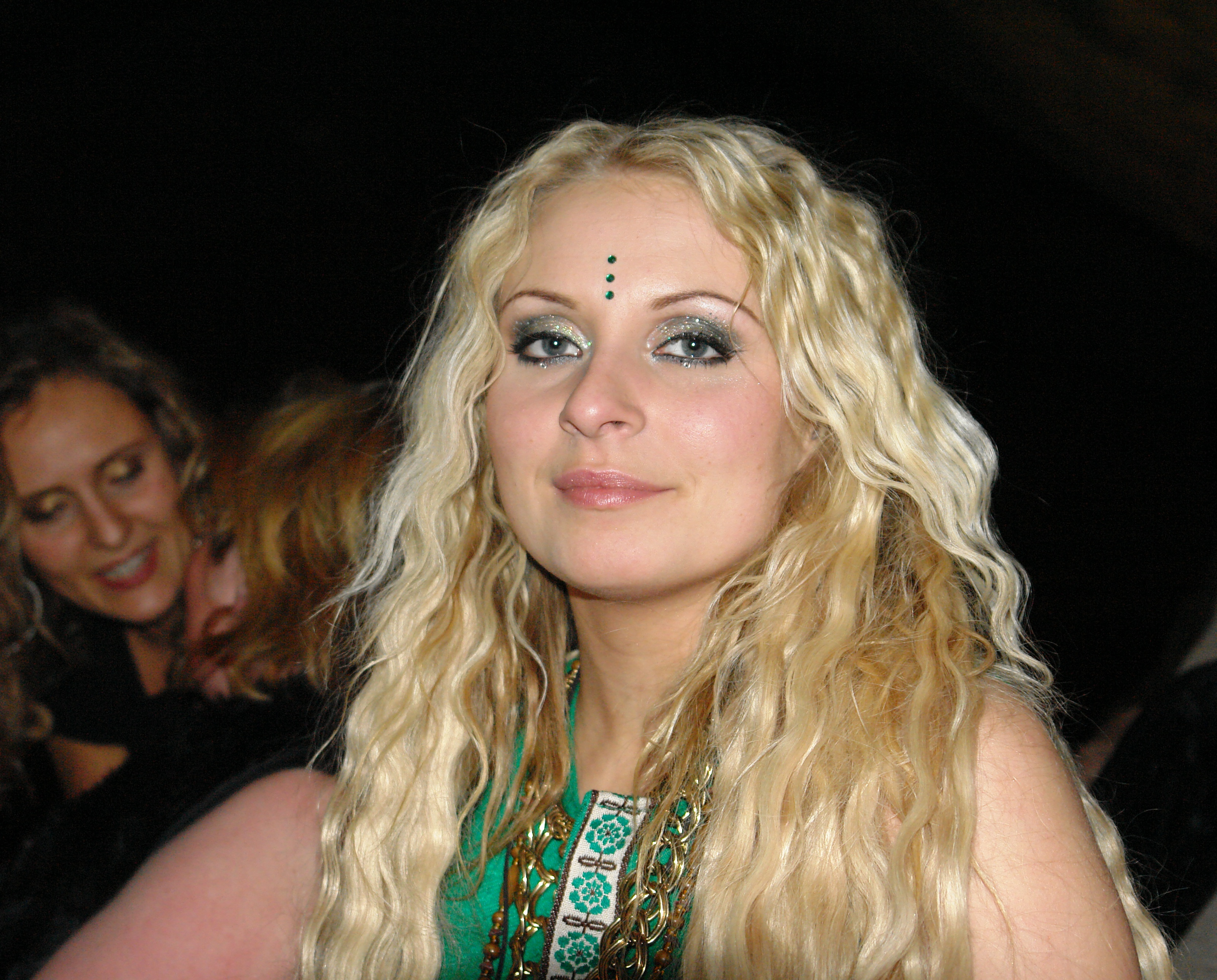
Eivør bei den Danish Music Awards – Folk am 11. März 2006

Am 23. April 2005 wurde sie auf dem Atlantic Music Event in Tórshavn mit dem nationalen AME-Musikpreis als beste färöische Sängerin ausgezeichnet. Er wurde das erste Mal vergeben. Am 16. Juni erhielt sie in Island den nationalen Theaterpreis Grímur für das Stück Úlfhamssaga in den Kategorien beste Komposition und bester Gesang. Das Theaterstück basiert auf den Úlfhamsreimen aus der altisländischen Sagenwelt.
Beim Danish Music Awards - Folk 2006, der in zwölf Kategorien vergeben wird, wurde sie in sechs Kategorien nominiert. Bei der Preisvergabe am 11. März in Tønder/Tondern wurde sie als Dänischer Vokalist des Jahres ausgezeichnet, und ihr Album eivør erhielt den Titel Dänisches Liederalbum des Jahres.
Am 30. Dezember 2006 wurde sie von den Hörern des färöischen Radios (Útvarp Føroya) zur Musikerin des Jahres 2006 gewählt (vor Teitur Lassen und Týr). Am 27. Januar 2007 wurde sie zum zweiten Mal in Folge beste färöische Sängerin beim Planet Award der Zeitung Sosialurin. Am 22. März 2007 gewann sie mit dem Lied Grát ei („Weine nicht“) den nationalen Songschreiberwettbewerb des Atlantic Music Events.
Das Lied erschien 2007 mit anderen Kompositionen auf der CD Human Child, die in zwei Ausgaben, auf Färöisch und Englisch, erhältlich ist. Alle Songs sind ansonsten gleich. Der Titel Mother Theresa ist auf beiden CDs auf Englisch und eine Hommage an Mutter Teresa. Das Lied Elinborg og Elisabeth ist auf beiden CDs auf Färöisch und ihren beiden Schwestern gewidmet.
2018 wirkte Eivør als Komponistin und Sängerin am Soundtrack der britischen Fernsehserie The Last Kingdom mit, die auf der Romanreihe Die Uhtred-Saga (The Saxon Stories) von Bernard Cornwell basiert. Zu Beginn von Staffel 5 der Serie hat sie zudem einen Cameo-Auftritt als Anführerin einer Armee, die auch eine wichtige Zeremonie auf Island durchführt.
Im Juli 2021 wurde sie von Königin Margrethe II. mit dem dänischen Riddarakross ausgezeichnet.

## Konzerte
Pálsdóttir tritt sowohl solo als auch mit Band, Big Band und Sinfonieorchestern auf. Ihr eigenes Instrument ist die Gitarre.
Die Künstlerin tourte bereits durch fast ganz Europa und Nordamerika. 2002 spielte sie beispielsweise zusammen mit Clickhaze beim Roskilde-Festival und 2003 beim Jazzfestival in Rochester.

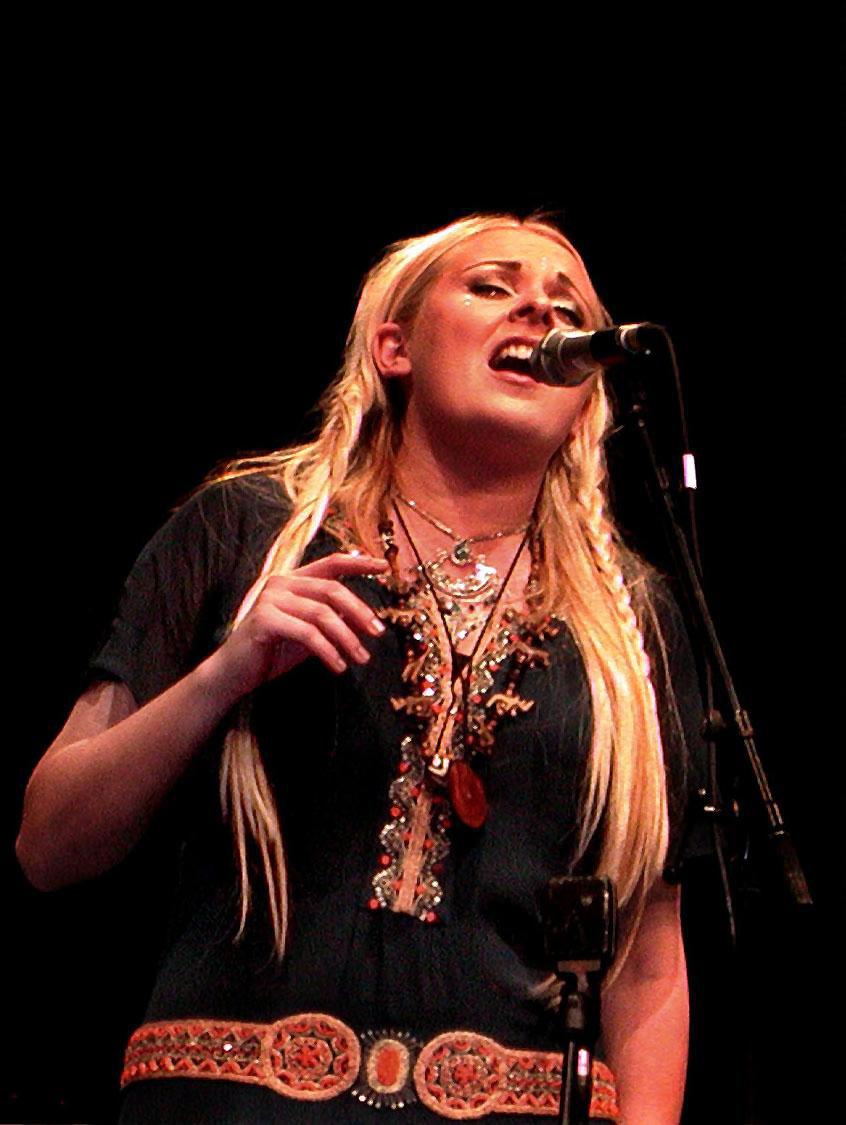
Eivør Pálsdóttir als Mitwirkende eines Konzertes der Bigband des dänischen Radios in Næstved, Süd-Seeland, im Jahr 2005

Am 12. Mai 2004 trat Pálsdóttir in Deutschland beim Festival Nordischer Klang in Greifswald als erste Färingerin überhaupt auf. Angekündigt als Die Stimme der Färöer trug sie Songs und Balladen vor.
Am 13. Oktober 2004 sang Eivør Pálsdóttir die färöische Nationalhymne live zur Eröffnung des Fußballländerspiels Färöer-Irland in Dublin.
2005 stand im Zeichen der Dänemark-Tour mit der Danmarks Radio Bigband mit dem Abschlusskonzert in der Kopenhagener Oper. Die Kanada-Tour mit Bill Bourne ging zu verschiedenen Folkfestivals. Mit Yggdrasil besuchte sie unter anderem Tübingen und St. Gallen, während sie in Flensburg einen erfolgreichen Soloauftritt hatte.
Im Januar 2006 traten Eivør Pálsdóttir und Bill Bourne und andere im ausverkauften Wiener Konzerthaus auf. Ihre erste Solotournee in Dänemark im Februar war überall ausverkauft. In Island sang sie mit dem Isländischen Symphonieorchester unter Leitung von Benjamin Pope. Wegen ihrer Wahl zur dänischen Folk-Vokalistin des Jahres war sie unter anderem beim Roskilde-Festival 2006 zu sehen. Weitere große Auftritte waren das North Sea Jazz Festival in Rotterdam zusammen mit der Bigband von Danmarks Radio, und das heimatliche G! Festival in Gøta, an ihrem 23. Geburtstag, wo sie jedes Jahr vor heimischem Publikum spielt.
Am 21. Februar 2007 fuhr Pálsdóttir nach Memphis, um dort auf der großen Musikkonferenz North American Folk Alliance zwei Konzerte zu geben und das Lied Love Me Tender live für die neue Platte einzuspielen. Auch hatte sie 2007 wieder einen Soloauftritt beim Roskilde-Festival.
Im September 2007 gab Eivør Pálsdóttir erstmals zwei Konzerte in Japan, während ihr neues Album Mannabarn nach 14 Tagen auf Platz 1 der isländischen Album-Charts landete.
Auch im Jahr 2016 ist sie unterstützt von befreundeten Musikern unterwegs. Am 31. Juli 2016 trat sie auf dem Bardentreffen in Nürnberg auf, das unter dem Motto „Sounds of Islands“ stand. Hier hatte sie den finalen Auftritt des Festivals auf der Insel Schütt.
Im August 2023 trat Eivor beim Wacken Open Air auf.
Ende Juni 2024 trat sie beim Hellfest Festival auf. Der 63-minütige Auftritt ist in der Arte-Mediathek abrufbar.

## Auszeichnungen
- Nordic Council Music Prize 2021[3]

## Bilder

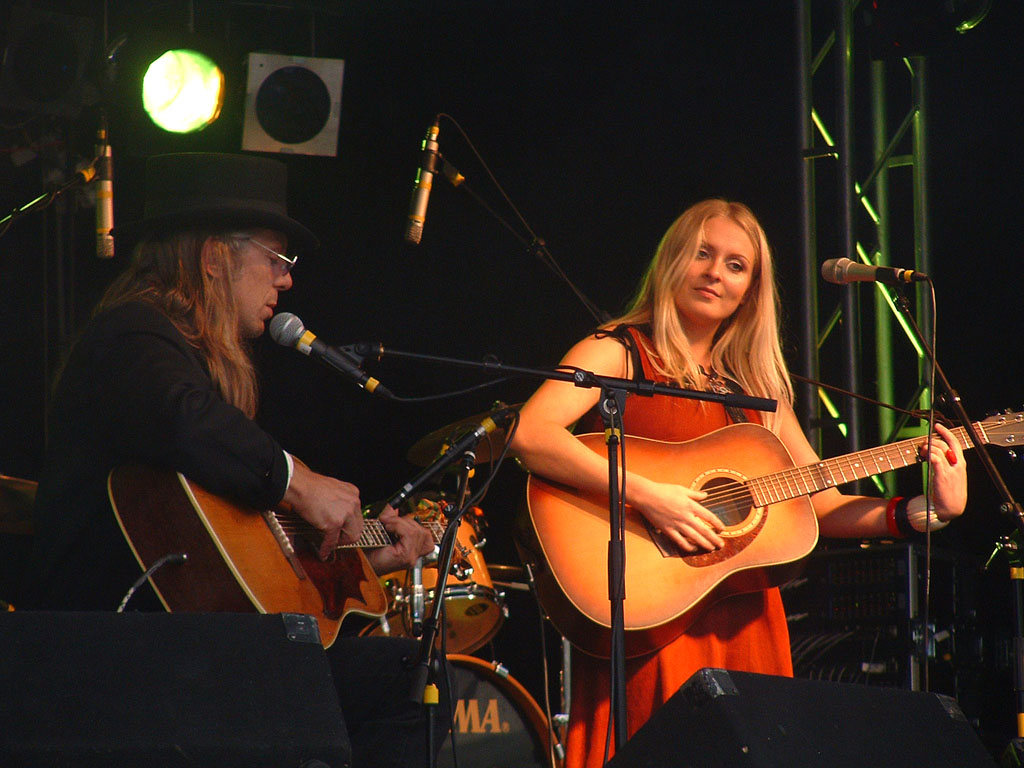
Eivør Pálsdóttir und Bill Bourne aus Kanada im Jahr 2004 auf dem G! Festival
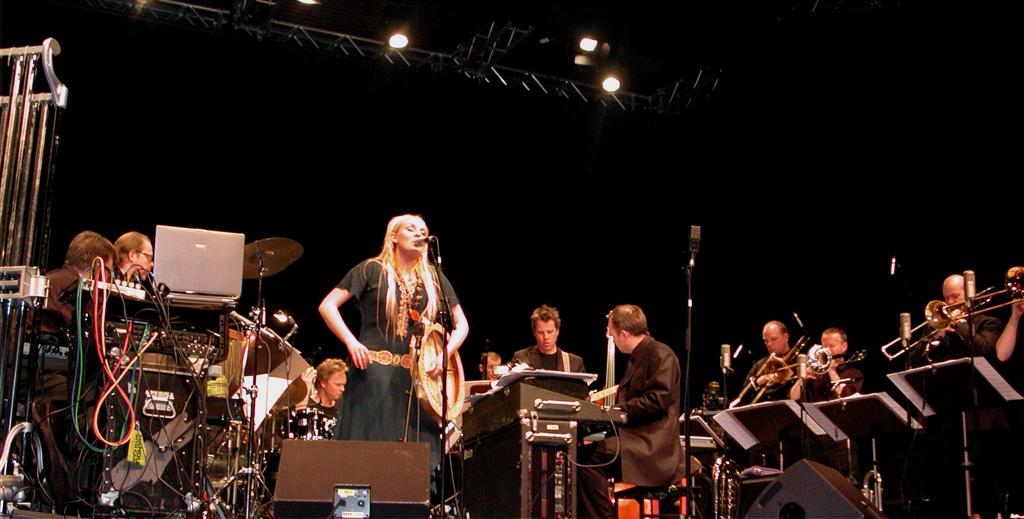
Konzert mit der Bigband des dänischen Radios in Næstved im Jahr 2005
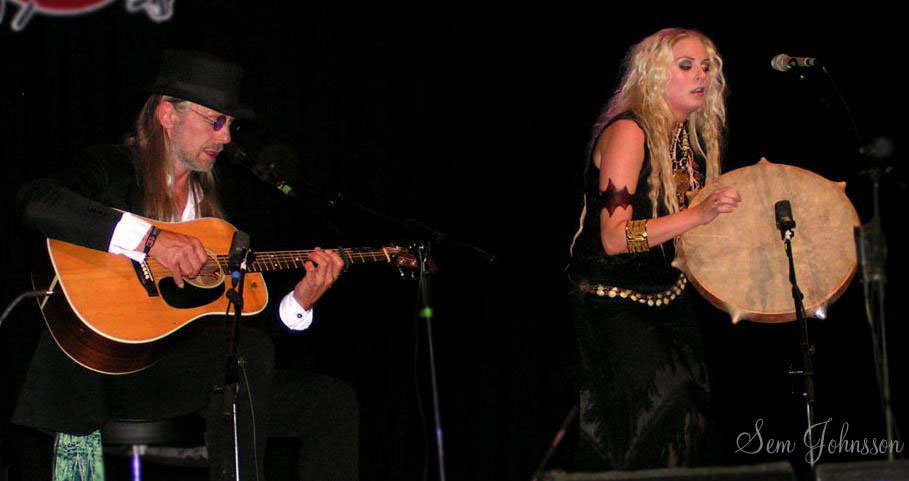
Eivør Pálsdóttir und Bill Bourne im August 2005 beim Tønder Folk Festival
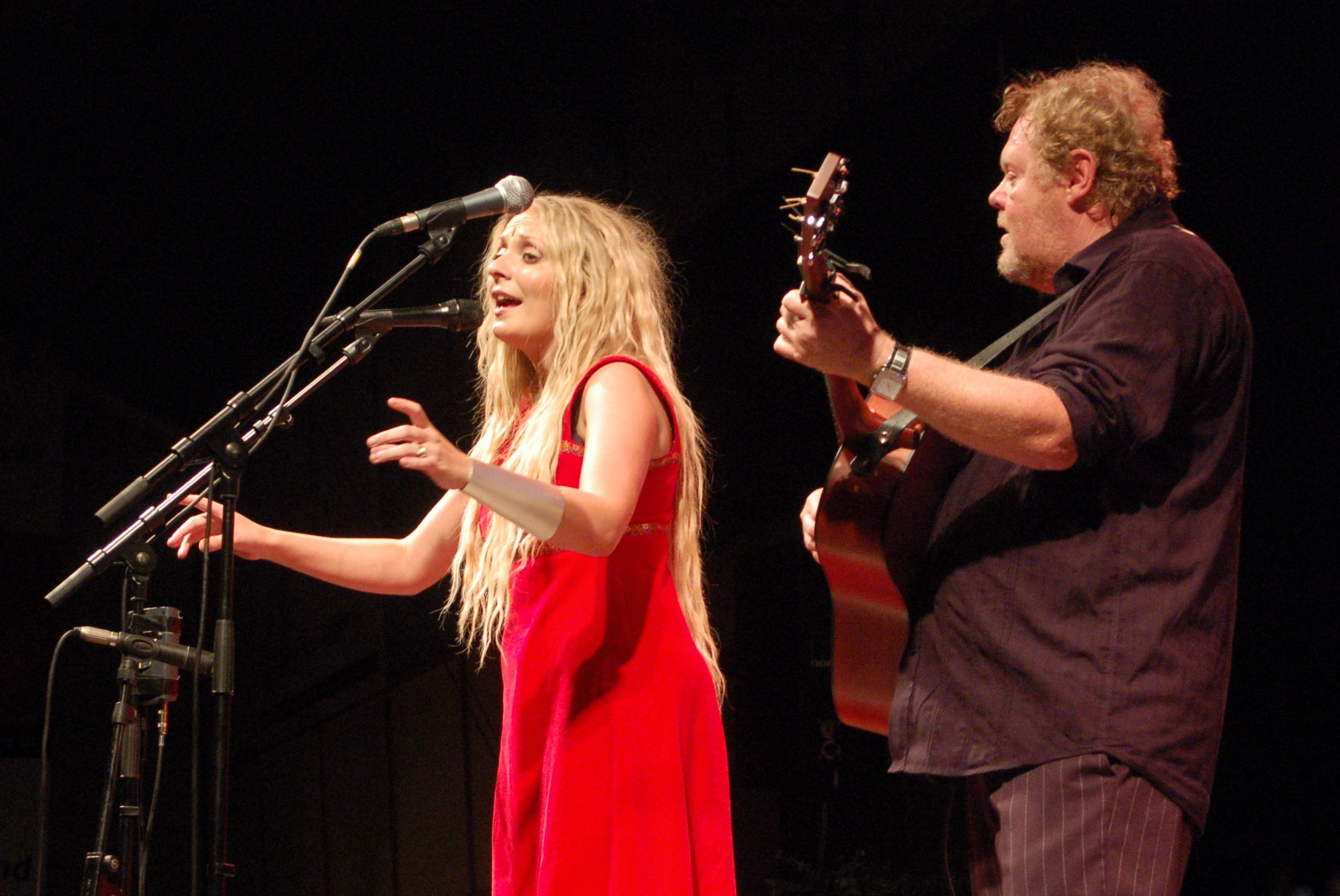
Eivør Pálsdóttir und Sebastian beim Tønder Festival 2006
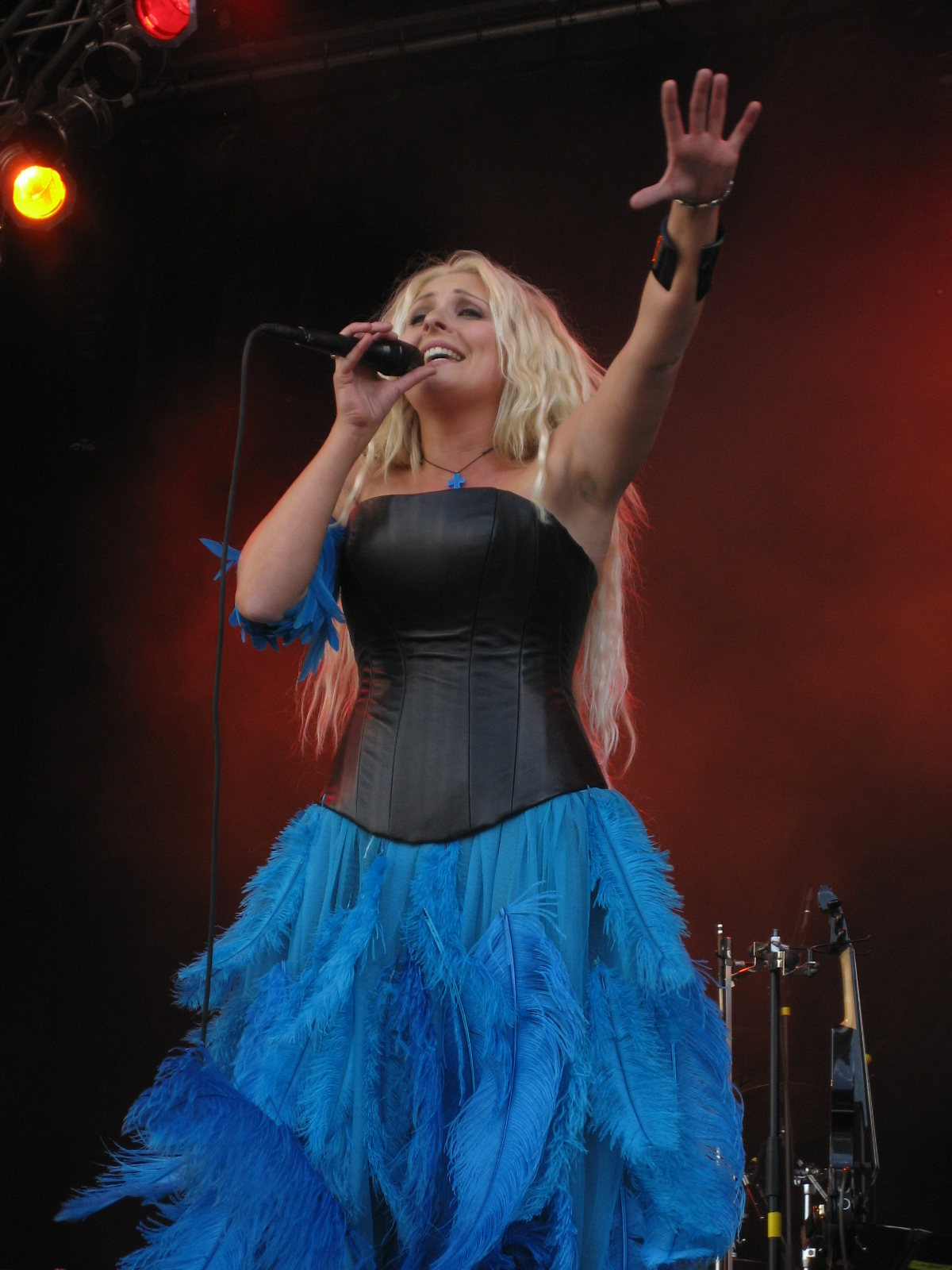
Auftritt beim G! Festival in ihrem Heimatort Syðrugøta, Färöer im Juli 2007
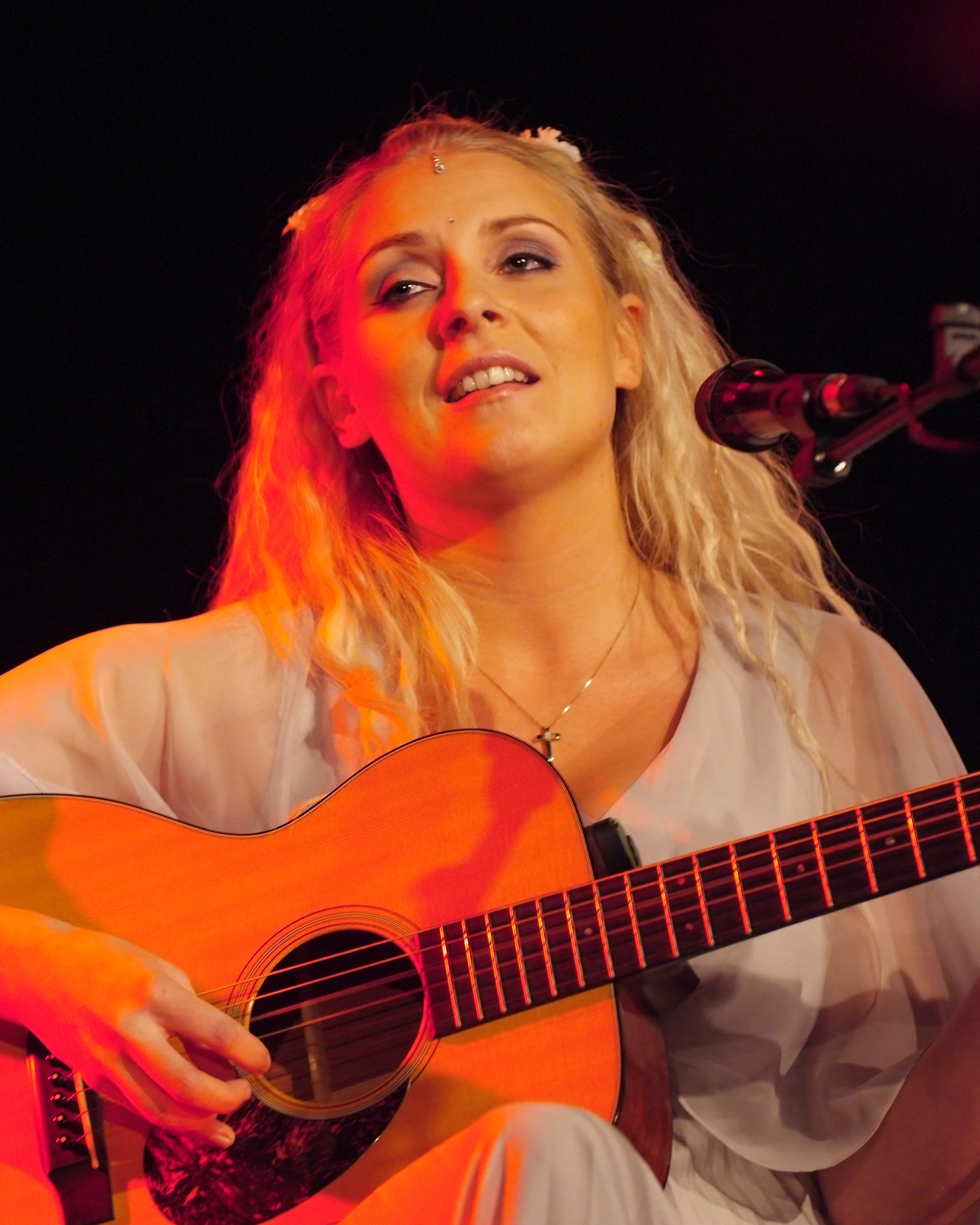
Im September 2008 in Haderslev
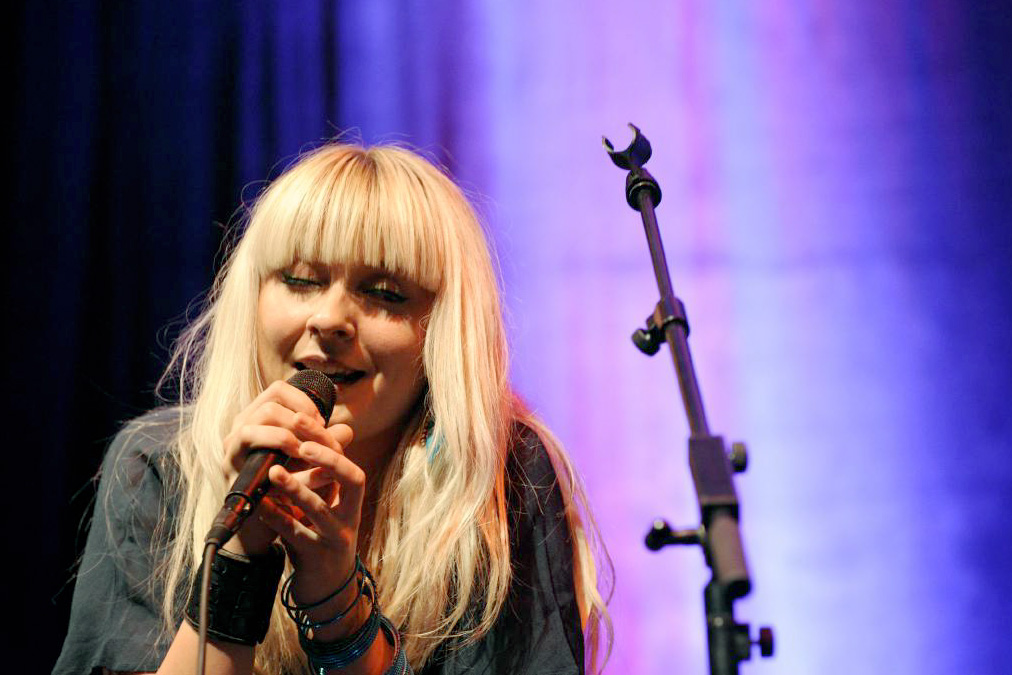
Beim Moers Festival 2009

## Filmographie
- Screaming Masterpiece, Island 2005. U. a. mit Eivør und Björk. Dokumentarfilm. Ergis Filmproduction und Zik Zak Films.
- Yggdrasil – The Tübingen Concert, Kunst und Kultur am Klinikum, Tübingen 2005. 2 DVDs (Info).

## Diskografie
- 2000 – Eivør Pálsdóttir (färöisch und dänisch)
- 2002 – Clickhaze – EP (färöisch und englisch)
- 2002 – Yggdrasil
- 2003 – Krákan (färöisch und isländisch)
- 2003 – Crow (Krákan auf Englisch)
- 2004 – Yggdrasil live in Rudolstadt
- 2004 – eivør (färöisch, schwedisch, isländisch, englisch)
- 2005 – Trøllabundin (Cope Records) (färöisch, schwedisch und dänisch)
- 2007 – Human Child (RecArt Music) (englisch von Petur Pólson)
- 2007 – Mannabarn (Human Child im färöischen Original)
- 2009 – Eivör Live (TUTL) (färöisch, isländisch, englisch)
- 2010 – Eivør – EP (CPH Records)
- 2010 – Larva (CPH Records)
- 2012 – Room (TUTL)
- 2014 – The Color of Dark (Sony) (mit Lennart Ginman)
- 2015 – Bridges (TUTL) (englisch)
- 2015 – Slør (TUTL) (färöisch)
- 2016 – At the Heart of a Selkie (TUTL) (zusammen mit der DR Big Band)
- 2017 – Slør (TUTL) (englisch)
- 2018 – Soundtrack zur Serie The Last Kingdom (zusammen mit John Lunn)
- 2019 – Live in Tórshavn
- 2020 – Segl
- 2021 - Segl Live In Concert (Absolute)
- 2024 - ENN (Season Of Mist)